# Malá Buková
Malá Buková (Duits: Klein Bukowa of Klein Bukowa bei Bürglitz) is een Tsjechische plaats in de gemeente Velká Buková in de regio Midden-Bohemen en maakt deel uit van het district Rakovník.
Malá Buková telt 19 inwoners.

## Geschiedenis
Het dorp is gesticht door arbeiders die leisteen mijnden en verwerkten. In de vallei van de Síbův bevinden resten van een ondergelopen mijn uit 1871. De eerste schriftelijke vermelding van de winning en verwerking van sulfaat in de plaatselijke zwavelsmelterij dateert van tussen 1598 en 1612. Tijdens de Dertigjarige Oorlog werd de smelterij gepacht door Adam Valter, die hem in 1637 verliet, maar hem vier jaar later opnieuw pachtte. Op het terrein van de voormalige smelterij is nog roodgekleurde grond zichtbaar die doet herinneren aan de smelterij. In 1679 werd bij de smelterij het eerste huis gebouwd dat werd beheerd door de eigenaren van het dorp. Tussen 1702 en 1722 werden meer huizen gebouwd.

## Verkeer en vervoer

### Autowegen
Malá Buková ligt vlak bij een regionale weg.

### Spoorlijnen
Er is geen station of spoorlijn in (de buurt van) het dorp.

### Buslijnen
Lijn 578 van Transdev Střední Čechy heeft een halte even buiten het dorp en verbindt Malá Buková met Rakovník enerzijds en Nezabudice anderzijds.

## Galerij

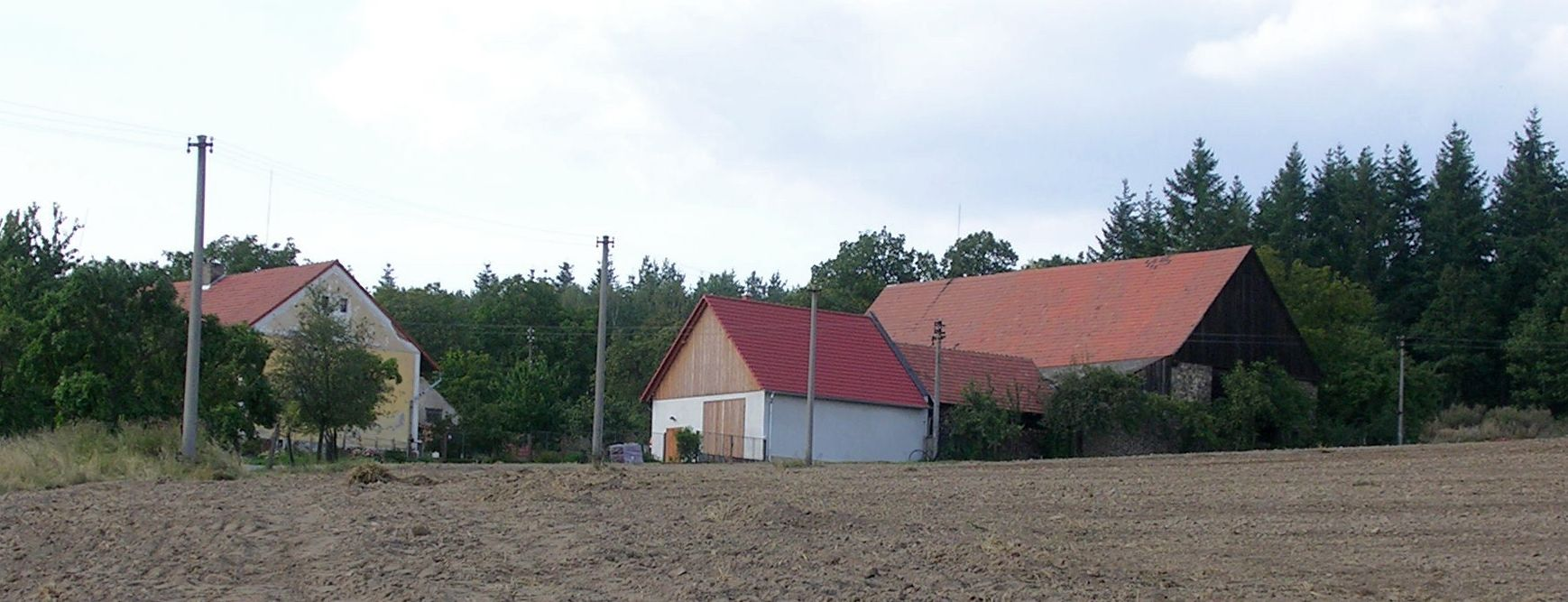
Boerderij in Malá Buková
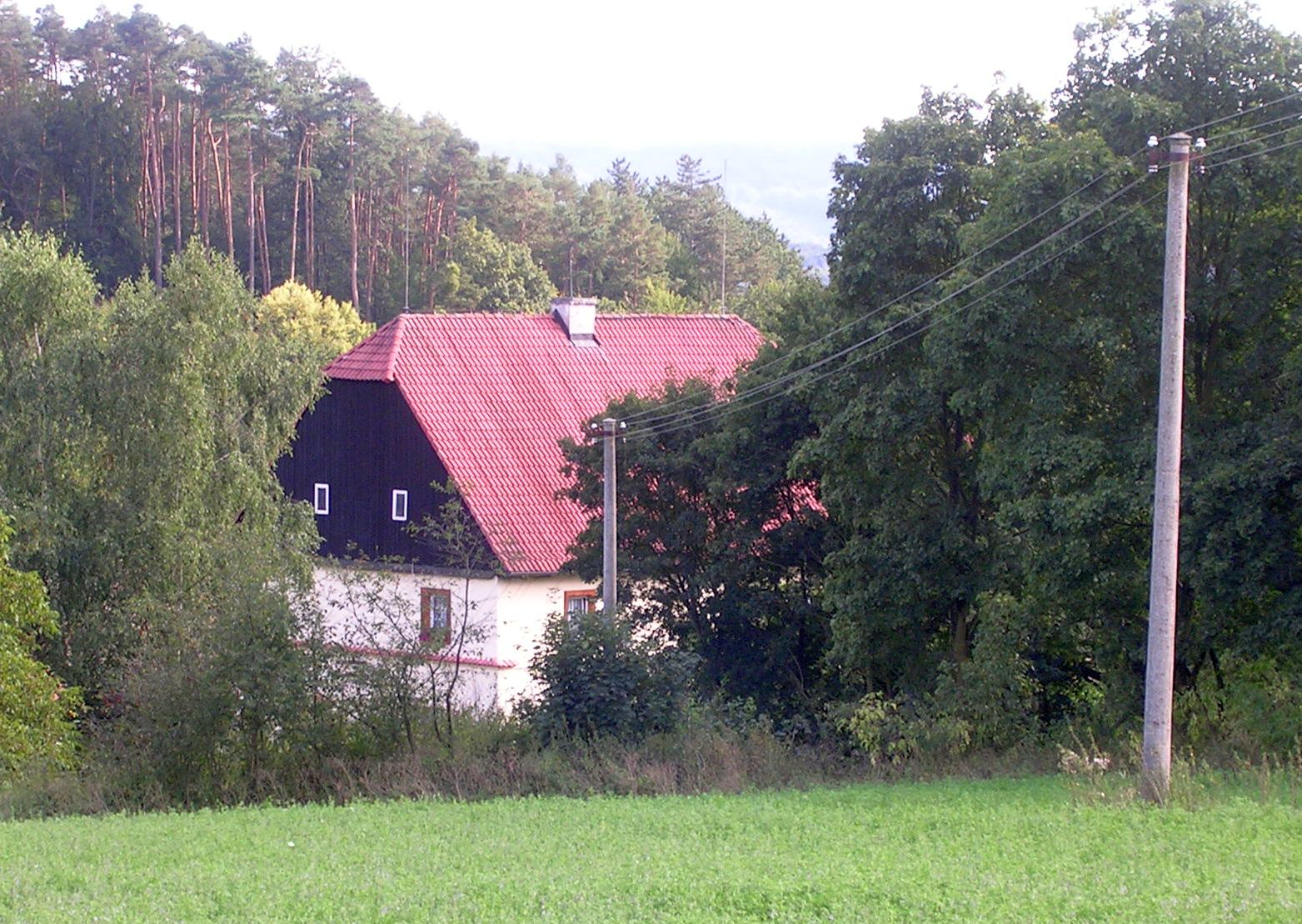
Huis in Malá Buková
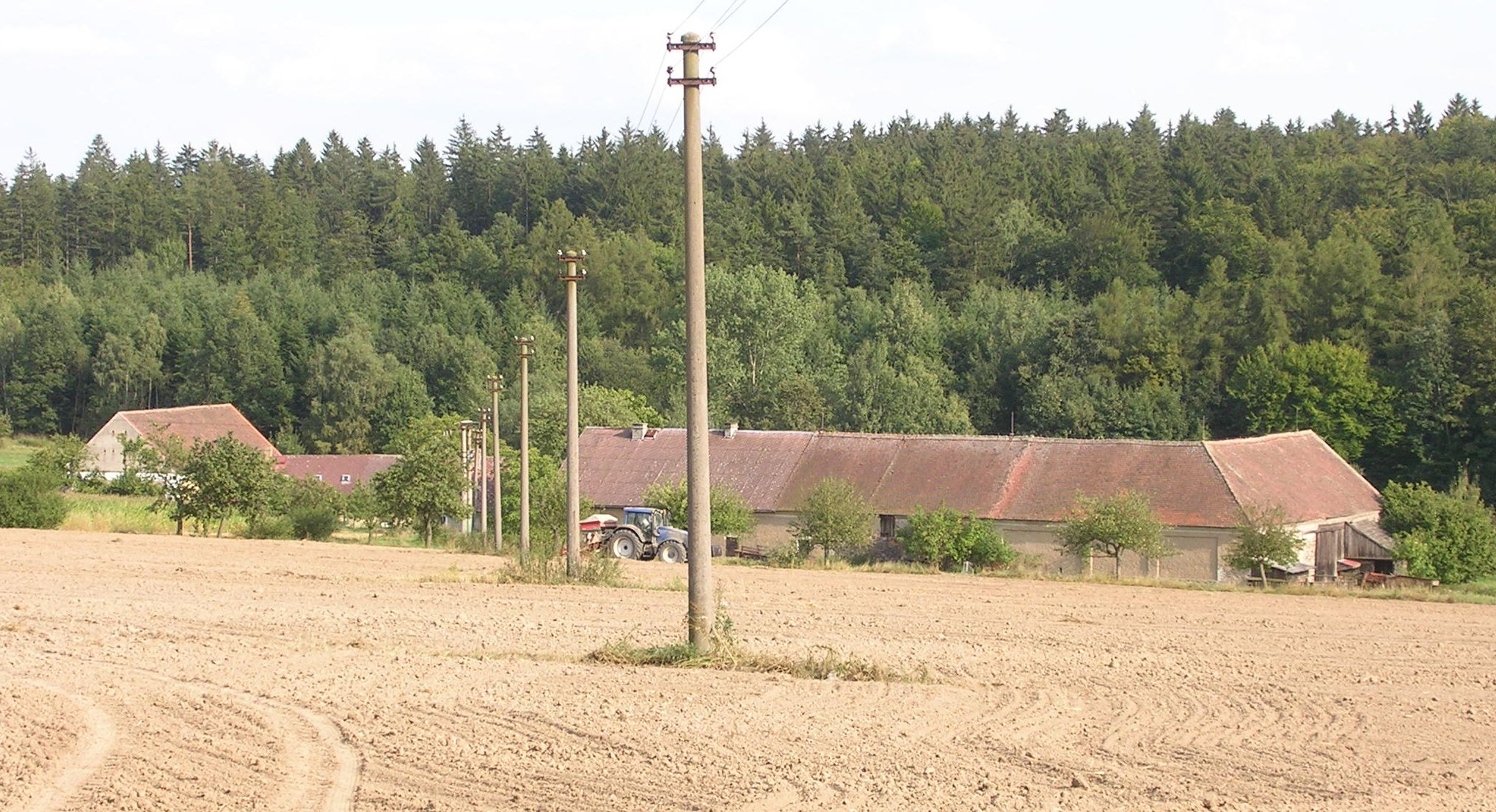
Boerderij aan de rand van het dorp
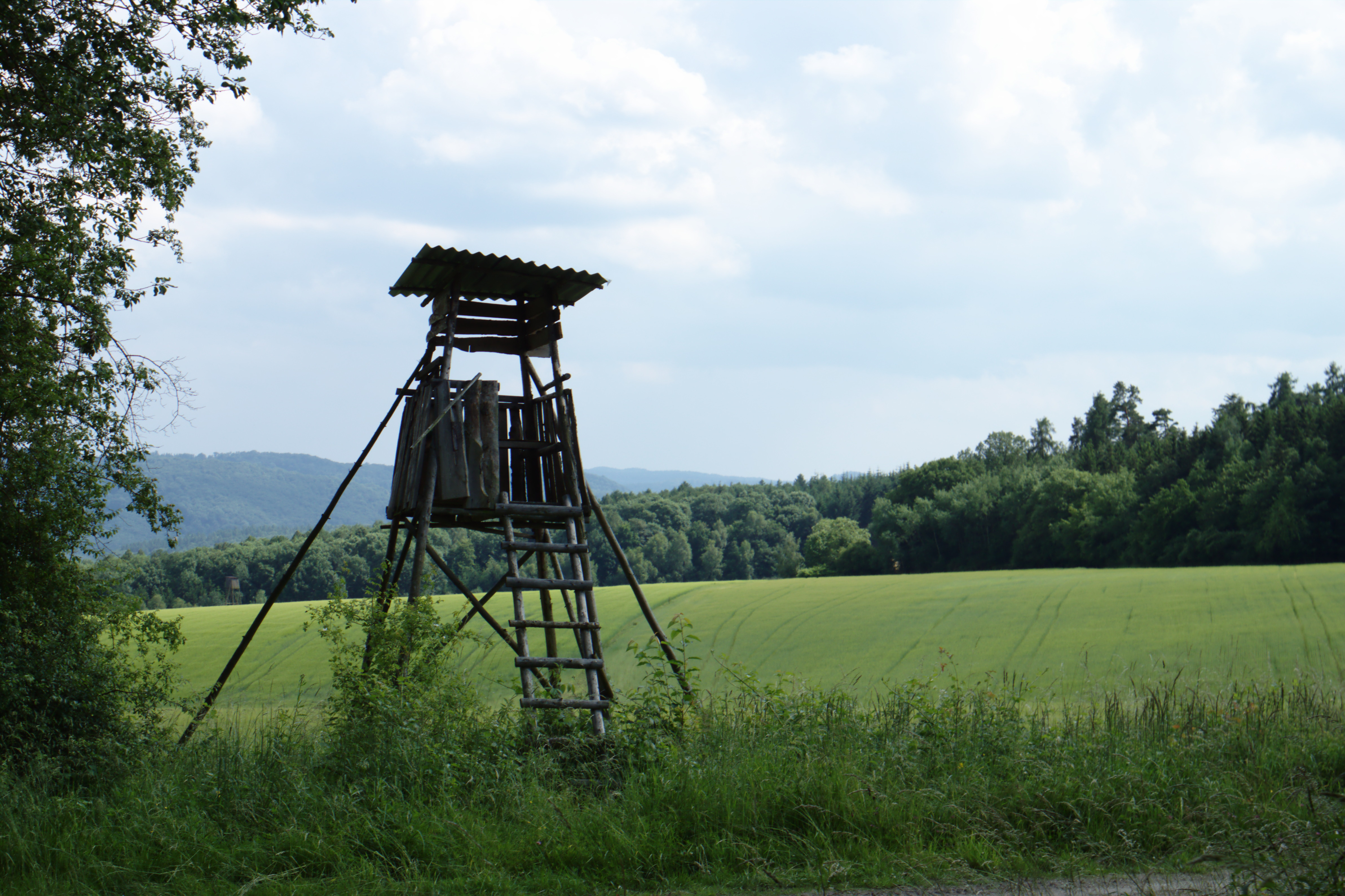
Houten uitzichtpost nabij het dorp